# Dragutin Gorjanović-Kramberger
Dragutin Gorjanović-Kramberger (Zagabria, 25 ottobre 1856 – Zagabria, 24 dicembre 1936) è stato un archeologo, geologo e paleontologo croato.
È famoso per aver scoperto sulla collina di Hušnjak, nei dintorni occidentali della città Krapina in Croazia circa oltre 900 fossili di uomini di Neanderthal, alcuni dei quali risalenti a 125 000 anni fa.